# Arley (Warwickshire)
Pour les articles homonymes, voir Arley.
Arley est une paroisse civile du Warwickshire, en Angleterre.

## Toponymie
Arley est un toponyme d'origine vieil-anglaise. Il désigne un bois ou une clairière (lēah) fréquentée par des aigles (earn). Il est attesté pour la première fois en 1001 sous la forme Earnlege. Dans le Domesday Book, compilé en 1086, ce nom a pour forme Arlei.

## Géographie
Arley est une paroisse civile du Warwickshire, un comté des Midlands de l'Ouest. Elle se situe dans le nord de ce comté, à 10 km à l'ouest du centre-ville de Nuneaton. Le centre-ville de Birmingham se trouve à 25 km à l'ouest.
La paroisse civile se compose de deux villages distincts, Old Arley et New Arley. Elle comprend également le hameau de Devitts Green, à l'ouest. La Bourne (en), un affluent de la Tame long de 17 km, traverse la paroisse du nord au sud et passe entre Old Arley et New Arley.
La ligne de chemin de fer Birmingham-Peterborough (en) passe elle aussi entre les deux villages. Depuis la fermeture de la gare d'Arley and Fillongley (en) en 1960, la gare la plus proche est celle de Nuneaton.
Au Moyen Âge, Old Arley relève du hundred de Knightlow (en). Après l'abandon du système des hundreds, il est rattaché au district rural de Nuneaton de 1894 à 1932, puis au district rural de Meriden (en) de 1932 à 1974, et enfin au district non métropolitain du North Warwickshire depuis 1974.
Pour les élections à la Chambre des communes, Arley appartient à la circonscription de Nuneaton.

## Histoire
Le Domesday Book indique qu'en 1086, le manoir d'Arley est la propriété de la princesse Christine de la maison de Wessex. Comme ses autres domaines du Warwickshire, il devient plus tard la propriété du baron anglo-normand Raoul de Limésy. Il se transmet dans la famille Limesy jusqu'au début du XIIIe siècle, puis passe par mariage à la famille d'Odingsels.
En 1901, du charbon est découvert à l'ouest du village. Une entreprise charbonnière, la Arley Colliery Company, est fondée la même année et commence à exploiter deux puits de mine en 1905. La mine d'Arley est nationalisée en 1947 et ferme ses portes en 1968.

## Démographie
Au recensement de 2011, la paroisse civile d'Arley comptait 2 853 habitants.
| Année | Population |
| ----- | ---------- |
| 1801  | 254        |
| 1811  | 257        |
| 1821  | 267        |
| 1831  | 270        |
| 1841  | 265        |
| 1851  | 273        |
| 1881  | 207        |
| 1891  | 216        |
| 1901  | 201        |
| 1911  | 1 027      |
| 1921  | 1 790      |
| 1931  | 3 751      |
| 1951  | 3 396      |
| 1961  | 3 319      |
| 2011  | 2 853      |

## Culture locale et patrimoine

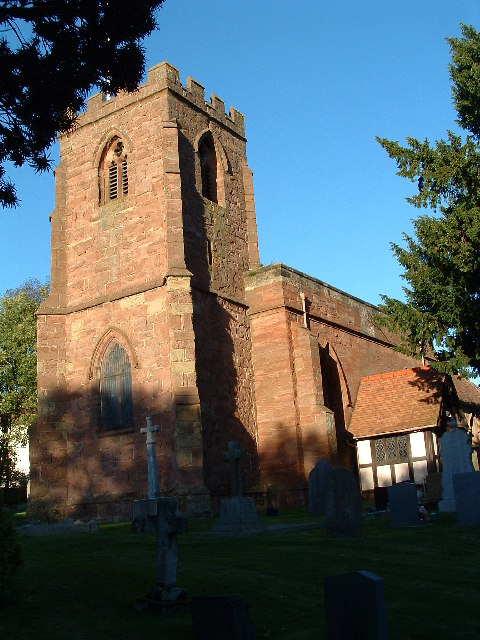
L'église Saint-Wilfrid d'Arley.

L'église paroissiale d'Old Arley est dédiée à Wilfrid. Elle remonte au XIVe siècle, avec une restauration conséquente en 1873. C'est un monument classé de grade II* depuis 1988.